# Stanisław Sterkowicz
Stanisław Sterkowicz (ur. 14 marca 1923 r. w Pińsku na Polesiu, zm. 22 maja 2011 r. w Lęborku) – polski lekarz, prof. dr hab. n. med., autor książek, publicysta.

## Życiorys
Urodził się w 14 marca 1923 r. przy ulicy Karmelickiej 5 w Pińsku na Polesiu jako syn oficera Marynarki Wojennej.
W 1939 r. uzyskał małą maturę w Gimnazjum Towarzystwa Szkoły Średniej w Gdyni.
W 1942 r. uzyskał dyplom technika-chemika w Szkole Chemicznej w Krakowie.
W 1942 r. wstąpił do Armii Krajowej. Został zaprzysiężony jako żołnierz AK w szeregach I drużyny I plutonu I Odcinka Armii Krajowej w Krakowie. Działał pod pseudonimem „Storczyk”: uczestniczył w małym sabotażu oraz zajmował się organizowaniem tajnych kompletów nauczania z zakresu gimnazjum.
Egzamin dojrzałości złożył w 1943 r. jako ekstern przed Tajną Komisją Kuratorium Krakowskiego. Został studentem pierwszego r. Wydziału Chemicznego Uniwersytetu Jagiellońskiego.
W 1944 r. został aresztowany w łapance ulicznej w podwarszawskim Rembertowie i wywieziony do Niemiec na przymusowe roboty. Tam aresztowało go gestapo za wydawanie gazetki podziemnej w Berlinie. Trafił do obozu koncentracyjnym Neuengamme pod Hamburgiem, a następnie obozu jenieckiego X B w Sandbostel.
Po wyzwoleniu obozu przez wojska angielskie przez kilka miesięcy był leczony w wojskowych lazaretach angielskich, a pod koniec czerwca 1945 r. trafił do obozu dla przesiedlonych Polaków koło Bremy. Tu założył pierwszą polską szkołę powszechną dla przesiedleńców.
Kiedy wrócił do kraju, rozpoczął studia na Wydziale Lekarskim Akademii Lekarskiej Gdańsku.
W 1948 r. Stanisław Sterkowicz rozpoczął pracę jako lekarz rejonowy w Powiatowym Urzędzie Zdrowia w Nowym Porcie. Ożenił się z Janiną z Marczewskich. Państwo Sterkowiczowie mieli dwóch synów: Jacka i Wojciecha. Żona, która także była lekarką, w przyszłości została współautorką jednej z publikacji pt. "Porzućcie wszelką nadzieję, którzy tu wchodzicie : wspomnienia ofiar nazizmu” wydanej w 2006 r. przez Włocławskie Towarzystwo Naukowe.
Pracę doktorską Sterkowicz obronił w grudniu 1951 r. pod tytułem „Walka o reformy socjalne medycyny polskiej na przykładzie działalności lekarskiej Tadeusza Boya-Żeleńskiego”. Uzyskał dyplom lekarza i zgodnie z polityką ówczesnych władz otrzymał dwuletni nakaz pracy na ziemiach odzyskanych z przydziałem placówki w Lęborku, gdzie został asystentem na Oddziale Chirurgii.
W Lęborku Stanisław Sterkowicz osiadł na dłużej – do 1963 r.. Został ordynatorem, a później dyrektorem szpitala powiatowego.
Od 1975 r. związał się z Włocławkiem. W 1978 r. został etatowym docentem w Zespole Nauczania Klinicznego we włocławskiej filii Akademii Medycznej w Łodzi. Od 1980 r. pracował Szpitalu Wojewódzkim we Włocławku jako ordynator I Oddziału Chorób Wewnętrznych, a następnie twórca i ordynator Oddziału Kardiologii.
W 1978 r. otrzymał kolejny stopień naukowy - doktora habilitowanego - za pracę pod tytułem „Eksperymenty medyczne w obozach koncentracyjnych III Rzeszy”.
1979 znalazł się wśród członków założycieli Włocławskiego Towarzystwa Naukowego, którego został członkiem honorowym.
W latach 1981–2007 był pomysłodawcą i głównym organizatorem dwudziestu siedmiu odbywających się corocznie ogólnopolskich konferencji poświęconych problematyce chorób układu krążenia. Prelegentami i moderatorami konferencji byli najwybitniejsi polscy kardiolodzy i kardiochirurdzy, m.in. profesorowie: Zbigniew Religa, Jan Moll, Maria Krzemińska-Pakuła, Marian Zembala. Wszystkie referaty i doniesienia zostały opublikowane w 27 tomach materiałów konferencyjnych lub pokonferencyjnych.
W 1986 r. przeszedł na emeryturę.
W 1993 r. w uznaniu za zasługi naukowe i działalność społeczną został nominowany profesorem zwyczajnym nauk medycznych przez Prezydenta RP Lecha Wałęsę.
Ostatnie lata życia spędził w Lęborku. Zmarł 22 maja 2011 r. w wieku 88 lat. Został pochowany na Cmentarzu Komunalnym we Włocławku, gdzie spoczywa wraz z żoną Janiną i synem Wojciechem.
Poza wkładem w rozwój kardiologii jako nauki i specjalności lekarskiej, Stanisław Sterkowicz był równocześnie znawcą historii medycyny, szczególnie okresu II wojny światowej.
Własne, tragiczne losy więźnia obozów koncentracyjnych sprawiły, że prof. Stanisław Sterkowicz w swej działalności pozalekarskiej poświęcił się dokumentowaniu hitlerowskich zbrodni medycznych, stając się w tej dziedzinie wiedzy historyczno-medycznej autorytetem i ekspertem. Ponadto obok codziennej pracy lekarskiej przez kilkadziesiąt lat był publicystą prasowym, publikującym na łamach wielu czasopism i gazet.
Bibliografia jego prac liczy ponad 20 książek. Z ważniejszych prac wymienić należy biografię Tadeusza Boya-Żeleńskiego oraz Tadeusza Reichsteina – laureata Nagrody Nobla w 1950 r., która przyniosła Włocławskiemu Towarzystwu Naukowemu szeroki rozgłos na arenie międzynarodowej. Pod jego redakcją wyszło prawie 30 publikacji, w tym zbiory referatów Ogólnopolskich Konferencji Kardiologicznych, których był pomysłodawcą i organizatorem przez 27 lat.
Dzięki inicjatywie prof. Sterkowicza Telewizja Polska zrealizowała film dokumentalny o urodzonym we Włocławku nobliście Tadeuszu Reichsteinie pt. „Ogrody Tadeusza Reichsteina” w reż. Krzysztofa Karauzego.
Publikował artykuły naukowe w czasopismach medycznych, popularnonaukowych i dziennikach regionalnych.
Był laureatem wielu nagród literackich i honorowym członkiem Unii Polskich Pisarzy Lekarzy, Towarzystwa Internistów Polskich, Oddziału Włocławskiego Polskiego Towarzystwa Kardiologicznego oraz Honorowym Prezesem Okręgowej Pomorsko-Kujawskiej Izby Lekarskiej.

## Odznaczenia i wyróżnienia[6]
- Tytuł „Zasłużony dla Włocławka” (5 lipca 1979 r.)
- Złota Odznaka „Zasłużony dla Województwa Włocławskiego” (1 lipca 1982 r.)
- Nagroda Wojewody Włocławskiego (28 lipca 1987 r.)
- Tytuł profesora nauk medycznych (31 marca 1993 r.)
- Członek Honorowy Włocławskiego Towarzystwa Naukowego (29 września 1993 r.)
- Członek Honorowy Unii Polskich Pisarzy Medyków (1997 r.)
- Medal Polskiego Towarzystwa Medycznego „Gloria Medicinae (1994 r.)
- Krzyż Oświęcimski
- Krzyż Armii Krajowej
- Krzyż Kawalerski Orderu Odrodzenia Polski
- Krzyż Oficerski Orderu Odrodzenia Polski.

## Publikacje
Książki:
1. Boy : dr Tadeusz Żeleński - lekarz, pisarz, społecznik / Stanisław Sterkowicz. – Warszawa : Państwowy Zakład Wydawnictw Lekarskich, 1960.
2. Człowiek-instytucja : kronika życia i twórczości Tadeusza Boya-Żeleńskiego / Stanisław Sterkowicz. - Toruń : Wydawnictwo Adam Marszałek, 2006.
3. Historia piętnastu konferencji kardiologicznych Włocławskiego Towarzystwa Naukowego, 1981-1995 / Stanisław Sterkowicz. – Włocławek : Włocławskie Towarzystwo Naukowe, 1995.
4. Interpretacja badań biochemicznych / Stanisław Sterkowicz. - Warszawa : Państwowy Zakład Wydawnictw Lekarskich, 1964.
5. „Jeśli echo ich głosów umilknie...” : rzecz o terrorze hitlerowskim / Stanisław Sterkowicz. - Włocławek : Lega, 2002.
6. Kobiecy obóz koncentracyjny Ravensbrück / Stanisław Sterkowicz. – Włocławek : LEGA - Oficyna Wydawnicza Włocławskiego Towarzystwa Naukowego,2006.
7. Lekarze-mordercy spod znaku swastyki / Stanisław Sterkowicz. – Toruń : Wydawnictwo Adam Marszałek, 1999.
8. Nieludzka medycyna : lekarze w służbie nazizmu / Stanisław Sterkowicz. – Warszawa : Medyk, 2007.
9. Nigdy nie zapomnieć : Holocaust : zagłada Żydów europejskich w drugiej wojnie światowej / Stanisław Sterkowicz. – Włocławek : Oficyna Wydawnicza „Lega” Włocławskiego Towarzystwa Naukowego, 2008.
10. Obóz koncentracyjny Auschwitz Birkenau / Stanisław Sterkowicz. – Włocławek : Lega, Oficyna Wydawnicza Włocławskiego Towarzystwa Naukowego, 2010.
11. Obóz koncentracyjny Buchenwald / Stanisław Sterkowicz. – Włocławek : Lega Oficyna Wydawnicza Włocławskiego Towarzystwa Naukowego, 2007.
12. Obóz koncentracyjny Neuengamme / Stanisław Sterkowicz. – Włocławek : Lega Oficyna Wydawnicza Włocławskiego Towarzystwa Naukowego, 2005.
13. Po prostu Boy : kronika życia i twórczości Tadeusza Boya-Żeleńskiego / Stanisław Sterkowicz. – Toruń : Wydawnictwo Adam Marszałek, 1994.
14. Problemy przewlekłej niedomogi krążenia / [red. Maria Krzemińska-Pakuła, Stanisław Sterkowicz]. - Włocławek : Włocławskie Towarzystwo Naukowe, 1987.
15. „Porzućcie wszelką nadzieję, którzy tu wchodzicie” : wspomnienia ofiar nazizmu / Janina Sterkowicz, Stanisław Sterkowicz. – Włocławek : Lega - Oficyna Wydawnicza Włocławskiego Towarzystwa Naukowego, 2006.
16. Postępy diagnostyki i terapii w kardiologii : autoryzowany zapis XIV Konferencji Kardiologicznej Kujaw i Ziemi Dobrzyńskiej, Włocławek 17-18 czerwca 1994 r. / pod red. Stanisława Sterkowicza. - Włocławek : Włocławskie Towarzystwo Naukowe, 1995.
17. Postępy diagnostyki i terapii w kardiologii : autoryzowany zapis XVI Ogólnopolskiej Konferencji Kardiologicznej Włocławskiego Towarzystwa Naukowego, Włocławek 7-8.06.1996 r. / pod red. Stanisława Sterkowicza. - Włocławek : Włocławskie
18. Postępy diagnostyki i terapii w kardiologii : autoryzowany zapis XVII Ogólnopolskiej Konferencji Kardiologicznej Włocławskiego Towarzystwa Naukowego, Włocławek 20-21 czerwca 1997 r. / pod red. Stanisława Sterkowicza. - Włocławek : Włocławskie Towarzystwo Naukowe, 1998.
19. Postępy diagnostyki i terapii w kardiologii : autoryzowany zapis XVIII Ogólnopolskiej Konferencji Kardiologicznej Włocławskiego Towarzystwa Naukowego, Włocławek 12-13 czerwca 1998 r. / pod red. Stanisława Sterkowicza. - Włocławek : Lega Oficyna Wydawnicza Włocławskiego Towarzystwa Naukowego, 1999.
20. Postępy diagnostyki i terapii w kardiologii : autoryzowany zapis XIX Ogólnopolskiej Konferencji Kardiologicznej Włocławskiego Towarzystwa Naukowego, Włocławek 4-5 czerwca 1999 r. / pod red. Stanisława Sterkowicza. - Włocławek : „Lega” Oficyna Wydawnicza Włocławskiego Towarzystwa Naukowego, 2000.
21. Postępy diagnostyki i terapii w kardiologii : autoryzowany zapis XX Ogólnopolskiej Konferencji Kardiologicznej Włocławskiego Towarzystwa Naukowego, Włocławek 5-6 czerwca 2000 r. / pod red. Stanisława Sterkowicza. – Włocławek : „Lega”, 2001.
22. Postępy diagnostyki i terapii w kardiologii : materiały XXI Ogólnopolskiej Konferencji Kardiologicznej Włocławskiego Towarzystwa Naukowego, Włocławek 15-16 czerwca 2001 r. / pod red. Stanisława Sterkowicza. - Włocławek : „Lega” Oficyna Wydawnicza Włocławskiego Towarzystwa Naukowego, 2002.
23. Postępy diagnostyki i terapii w kardiologii : materiały XXIII Ogólnopolskiej Konferencji Kardiologicznej Włocławskiego Towarzystwa Naukowego, Włocławek 14-15 czerwca 2003 r / pod red. Stanisława Sterkowicza. - Włocławek : „Lega” Oficyna Wydawnicza Włocławskiego Towarzystwa Naukowego, 2004.
24. Postępy diagnostyki i terapii w kardiologii : materiały XXIV Ogólnopolskiej Konferencji Kardiologicznej Włocławskiego Towarzystwa Naukowego, Włocławek 4-5 czerwca 2004 r. / pod red. Stanisława Sterkowicza. - Włocławek : Lega Oficyna Wydawnicza Włocławskiego Towarzystwa Naukowego, 2005.
25. Postępy diagnostyki i terapii w kardiologii : materiały XXV Jubileuszowej Ogólnopolskiej Konferencji Kardiologicznej Włocławskiego Towarzystwa Naukowego, Włocławek, 17-18 czerwca 2005 r. / pod red. Stanisława Sterkowicza. - Włocławek : Lega Oficyna Wydawnicza Włocławskiego Towarzystwa Naukowego, 2006.
26. Przeszczep serca / pod red. Stanisława Sterkowicza. - Włocławek : WTN, 1989.
27. Tadeusz Boy-Żeleński : lekarz - pisarz - społecznik / Stanisław Sterkowicz. – Warszawa : Państwowy Zakład Wydawnictw Lekarskich, 1974.
28. Tadeusz Reichstein : laureat Nagrody Nobla w dziedzinie fizjologii i medycyny / Stanisław Sterkowicz. – Włocławek : Lega Oficyna Wydawnicza Włocławskiego Towarzystwa Naukowego, 2005.
29. Tadeusz Reichstein - życie i działalność naukowa / Stanisław Sterkowicz. – Włocławek : Włocławskie Towarzystwo Naukowe, 1995.
30. Zbrodnicze eksperymenty medyczne w obozach koncentracyjnych Trzeciej Rzeszy / Stanisław Sterkowicz. – Warszawa : Wydawnictwo Ministerstwa Obrony Narodowej, 1981.
31. Zbrodnie hitlerowskiej medycyny / Stanisław Sterkowicz. - Warszawa : Wydawnictwo Bellona, 1990.

Artykuły z czasopism:
1. Czterdzieści lat później : transplantacja serca : wczoraj, dziś i jutro / Stanisław Sterkowicz // Gabinet Prywatny. - 2008, [nr] 1, s. 63-70.
2. Doskonalenie zawodowe lekarzy / Stanisław Sterkowicz // Gabinet Prywatny. - 2005, [nr] 4, s. 34-36.
3. Historia dwudziestu pięciu ogólnopolskich konferencji kardiologicznych Włocławskiego Towarzystwa Naukowego (1981-2005) : addendum do zapisu XXV Jubileuszowej Ogólnopolskiej Konferencji Kardiologicznej Włocławskiego Towarzystwa Naukowego „Postępy diagnostyki i terapii w kardiologii” / Stanisław Sterkowicz // Kardiochirurgia i Torakochirurgia Polska. - T. 6, nr 1 (2009), s. 82-87 , termedia.pl [dostęp 2023-02-17]
4. Historia pierwszych transplantacji serca w Polsce / Stanisław Sterkowicz // Kardiochirurgia i Torakochirurgia Polska. - (2009), T. 6, nr 3, s. 313-316 termedia.pl [dostęp 2023-02-17]
5. Jak reformować opiekę zdrowotną - oto jest pytanie / Stanisław Sterkowicz // Gabinet Prywatny. - 2008, [nr] 2, s. 59-67.
6. Kilka słów o pewnej tradycyjnej konferencji / Stanisław Sterkowicz // Gabinet Prywatny. - 2002, [nr] 6, s. 53-56.
7. Konferencje kardiologiczne Włocławskiego Towarzystwa Naukowego w latach 1981-1994 / Stanisław Sterkowicz // Nauka. - 1995, nr 3, s. 219-223.
8. Meditationes medici / Stanisław Sterkowicz // Gabinet Prywatny. - 2005, [nr] 2, s. 70-71.
9. Modyfikacja prawa Malthusa w zastosowaniu do medycyny / Stanisław Sterkowicz // Lek w Polsce. - Vol. 18, nr 8/9 (2008), s. 116-123.
10. Mundus vult decipi / Stanisław Sterkowicz // Gabinet Prywatny. - 2002, [nr] 9, s. 59-64.
11. Nie zapominajmy naszych wielkich i wspaniałych lekarzy : w 15 rocznicę śmierci profesora Jana Molla // Gabinet Prywatny. - 2005, [nr] 12, s. 64-67.
12. Odkrywcy przyczyn chorób infekcyjnych / Stanisław Sterkowicz // Lek w Polsce. - Vol. 20, nr 2 (2010), s. 77-82.
13. Okrutne dociekania nad wartością homeopatii / Stanisław Sterkowicz // Służba Zdrowia. - 2008, nr 67-70, s. 40-42.
14. Odkrywcy przyczyn chorób infekcyjnych / Stanisław Sterkowicz // Lek w Polsce. - Vol. 20, nr 2 (2010), s. 77-82.
15. Placebo / Stanisław Sterkowicz // Lek w Polsce. - Vol. 19, nr 5 (2009), s. 53-58.
16. Pięćdziesiąt lat później : sztuczne serce - wczoraj, dziś i jutro / Stanisław Sterkowicz // Gabinet Prywatny. - 2008, [nr] 6/7, s. 75-83.
17. Pionierzy profilaktyki chorób infekcyjnych. Cz. 2, Profilaktycy chorób infekcyjnych / Stanisław Sterkowicz // Lek w Polsce. - Vol. 20, nr 3 (2010), s. 51-57.
18. Profilaktyka - głupcze / Stanisław Sterkowicz // Gabinet Prywatny. - 2002, [nr] 3, s. 54-56.
19. Przyjazna opieka zdrowotna - dlaczego nie w Polsce? / Stanisław Sterkowicz // Gabinet Prywatny. - 2008, [nr] 12, s. 53-59.
20. Recenzja książki „Polska skala ryzyka leczenia choroby niedokrwiennej mięśnia sercowego” / Stanisława Sterkowicza// Kardiochirurgia i Torakochirurgia Polska : kwartalnik Polskiego Towarzystwa Kardio-Torakochirurgów. - T. 5, nr 2 (2008), s. 222-223, termedia.pl [dostęp 2023-02-17]
21. Reklama medyczna / Stanisław Sterkowicz // Gabinet Prywatny. - 2005, [nr] 10, s. 69-71.
22. Salus aegroti - supremia lex : apel do lekarzy wybranych do Sejmu i Senatu R. P. / Stanisław Sterkowicz // Gabinet Prywatny. - 2005, [nr] 11, s. 68-70.
23. Tadeusz Reichstein (1897-1996) laureat nagrody Nobla w dziedzinie fizjologii i medycyny / Stanisław Sterkowicz // Zapiski Kujawsko-Dobrzyńskie. - 1998, T. 12, s. 313-318, kpbc.umk.pl [dostęp 2023-02-17]
24. Trochę gorzkiej prawdy o publicznej opiece zdrowotnej / Stanisław Sterkowicz // Gabinet Prywatny. - 2005, [nr] 3, s. 64-67.
25. Wytwór wielkiej cywilizacji : ucieczka kobiet od macierzyństwa : (światowe widmo wyludnienia) / Stanisław Sterkowicz // Gabinet Prywatny. - 2008, [nr] 9, s. 59-64.
26. Wyzwalanie półżywych : wspomnienia więźnia Neuengamme (nr obozowy 78 536) / Stanisław Sterkowicz // Przegląd. - 2005, nr 9, s. 56-57, tygodnikprzeglad.pl [dostęp 2023-02-17]
27. Zapomniani bohaterowie medyczni / Stanisław Sterkowicz // Gabinet Prywatny. - 2006, [nr] 6/7, s. 82-85.
28. Zbrodnie medyczne na dzieciach w III Rzeszy Niemieckiej / Stanisław Sterkowicz // Gabinet Prywatny. - 2006, [nr] 1, s. 55-58.

## Biografia
1. Medicus sum czyli Codzienność lekarza trochę życia, trochę filozofii / Stanisław Sterkowicz. – Włocławek : Lega, Oficyna Wydawnicza Włocławskiego Towarzystwa Naukowego, 2005.
2. Stanisław Sterkowicz - działalność naukowa i lekarska / [red. Danuta Kuźnicka]. – Włocławek : WTN, 1996.
3. Zagubiony na polskich drogach ; półwiecze pracy lekarza / Stanisław Sterkowicz. – Włocławek : „Lega”, 2000.